# برولامين
البرولامين هو من مجموعة البروتينات التي تكون في الحبوب والتي تحتوي على نسبة عالية من برولين وتوجد في الحبوب بشكل عام مثل: القمح (غليادين)، الشعير (hordein)، الشيلم (secalin) ، الذرة (zein)، السورغم (zein)، و الشوفان (avenin). ويتميز بالمحتوى العالي من جلوتامين و برولين، وهو يذوب فقط في المحاليل الكحولية. بعض البرولين ولا سيما غليادين، مماثل للبروتين الموجود في قبيلة القمحيات (tribe Triticeae)، وقد يكون من مسببات داء بطني (سيلياك).